# Antoine Tichit
Antoine Tichit (Francia, 13 de junio de 1989) es un jugador profesional francés de rugby que se desempeña en la posición de pilar izquierdo en Castres Olympique, equipo perteneciente a la liga Top 14.

## Carrera
Tichit es un jugador de formación francesa (JIFF). Comenzó su carrera deportiva con el equipo Union Athlétique Gaillacoise, en el cual jugó tres temporadas (2004-2007), después pasó a Sporting Club Albi (2007-2008), luego a Oyonnax Rugby (2008-2015), posteriormente a Castres Olympique, donde lleva jugando nueve temporadas.